# قاسم باشا الأرناؤوطي
قاسم باشا الأرناؤوطي هو سياسي عثماني شغل منصب بكلربك الروملي في الدولة العثمانية.
كان له دور في حملة فارنا الصليبية.

## معركة نيش
انتصر الصليبيون في معركة نيش مما أجبر «قاسم باشا الأرناؤوطي» بكلربك الروملي وقائده المساعد «طرخان بك» على الإسراع إلى صوفيا البلغارية لتحذير السلطان مراد الثاني من الغزو الصليبي، وفي طريقهم أحرقا جميع القرى لإنهاك الصليبيين القادمين ورائهم، باتباع تكتيك الأرض المحروقة.
عندما وصلا إلى صوفيا نصحا السلطان بحرق المدينة والتراجع إلى الممرات الجبلية وراءها، حيث لن يكون الجيش العثماني الأقل عدداً من جيوش الصليبيين في وضع عسكري ضعيف.

## مناصبه
تولى المناصب التالية:
- والي الروملي (1442–1442)